# Христина Уденберг
Христина Марія Інгемарсдоттер Уденберг (швед. Christina Maria Ingemarsdotter Odenberg; нар. 26 березня 1940, Стокгольм) — священник Церкви Швеції, перша у Швеції жінка, яка обійняла посаду єпископа. У 1997—2007 роках була єпископом Лундської єпархії.

## Біографія
Христина є дочкою режисера Інгемара Уденберга (1902—1970) і його дружини Керстін Моберг (1910—1995). Христина Уденберг висвячена на священника в Стокгольмі 17 грудня 1967 року. Вона була тривалий час помічником пастора, у 1981 році стала вікарієм, а у 1990 — призначена деканом. 5 червня 1997 року її обрали Лундським єпископом, а 5 жовтня 1997 року — також єпископом Уппсальського собору. Вона стала першою жінкою-єпископом у Швеції.
27 грудня 2001 року в Кафедральному соборі Уппсали Уденберг благословила партнерські відносини Анни Карін Гаммар і Нінни Едгард Бекман. За це Христина отримала критику з боку деяких груп суспільства. Її звинуватили у порушенні обіцянки священства, оскільки вона благословила те, у чому Бог бачить гріх.
Уденберг брала активну участь у політиці. Належала до Помірної коаліційної партії. Була депутатом парламенту. Її брат Мікаель був міністром оборони Швеції у 2006—2007 роках. Уденберг є духовним захисником пріорату Ордену Святого Лазаря
У січні 2007 року нагороджена медаллю Його Величності Короля 12-го розміру.
31 березня 2007 року Христина вийшла на пенсію, а її наступницею стала — Ант'є Якелен.